# Damper
Le damper est un pain traditionnel rustique australien. Il était préparé par les premiers colons européens en Australie.
Il est fait à base de farine, de beurre, de sel, d’eau et/ou de lait. On n'y ajoute pas de levure mais de la levure chimique ou du bicarbonate de soude comme agent levant. Il peut se manger avec du salé ou du sucré, au choix.